# Линь Цинсюань
Линь Цинсюа́нь (кит. 林清玄, пиньинь Lín Qīngxuán; 26 февраля 1953 — 23 января 2019) — современный тайваньский писатель, публицист и академик.
Был одним из наиболее популярных писателей Тайваня, а также известен как один из «восьми литераторов современной прозы» в Китае. Помимо писательского труда Линь Цинсюань занимался общественной, журналистской деятельностью: был репортером в международной газете «China Times», экономическим обозревателем в «Business Times» и главным редактором журнала «Times Magazine», работал в качестве литературного критика и писал сценарии к фильмам. Однако наибольшую известность он получил как писатель.

## Биография
Линь Цинсюань родился в 1953 году в городской волости Фэншань уезда Гаосюн на Тайване в простой крестьянской семье, с малых лет увлекался литературой и искусством. В семь лет Линь Цинсюань начал декламировать стихи времен империи Тан и сунские новеллы, в восемь лет выиграл тайваньский конкурс рисунков, в десять лет начал наизусть рассказывать романы. Писатель помнит, что больше всего в детстве любил роман «Путешествие на Запад». В юношестве Линь Цинсюань отнюдь не хотел стать писателем, его больше привлекала живопись. Кумиром в мире искусства был Линь Чунхань. Будущий эссеист любил рисовать, а также записывать собственные наблюдения за обществом. В семнадцать лет Линь опубликовал первые эссе. В девятнадцать лет Линь выдерживает новый экзамен по живописи, однако позднее, благодаря победам на литературном поприще, он решил ненадолго оставить эту деятельность. В двадцать лет опубликовал свою первую книгу под названием «Цветок лотоса, расцветая, опадает» (《蓮花開落》）, после успеха которой твердо решил встать на путь литературы.
Закончив Тайваньский колледж мировой журналистики, Линь Цинсюань первым в современности организовал газету «Кинематография», в которой отвечал за издание различных альманахов, тем самым выдвинувшись на литературной арене, что позволило ему успешно начать карьеру. В те годы Линь Цинсюань только начинал осознавать свой успех, был очень амбициозным, намеревался исполнить все свои детские мечты. Одним из самых заветных желаний писателя было путешествие в Египет. Однажды в детстве он поделился мечтой с отцом. Тот, ввиду трудного финансового положения, сказал, что это маловероятно. После первых побед на литературной арене Линь Цинсюань немедленно отправился в Египет и написал оттуда своему отцу: «Мечты имеют обыкновение сбываться». Под этим девизом он не только жил, но и творил.
В течение целого десятилетия считался на Тайване автором бестселлеров, к двадцати пяти годам выпустил рекордное количество изданий: было продано более пяти миллионов экземпляров книг. В период после 80-х годов каждый год выпускал по две-три новые книги. Специализировался на эссе, документальной прозе, литературных обзорах, стихотворениях свободного стиля. Линь Цинсюань получил нарицательное имя «человек, специализирующийся на получении наград», ввиду того, что до тридцати лет был удостоен практически всех наиболее значимых литературных премий Тайваня и континентального Китая. Среди них государственная литературная премия, литературная премия «Чжуншань». Также трижды был награжден литературной премией провинции Цзянсу, получил премию золотого треножника, китайскую литературную премию, литературную премию союза писателей, премию провинции Цзянсу по прозе, особую премию мирового китайского писателя, был назван одним из самых успешных граждан КНР по мнению альманаха «Чэнгун», удостоился звания одного из самых талантливых людей Тайваня. После он не получал наград, так как перестал принимать участие в конкурсах.
В двадцать шесть лет Линь Цинсюань женился на Чэнь Цайлуань, у них родился сын, однако писатель в полной мере ощутил все трудности семейной жизни. Через шесть лет Чэнь Цайлуань внезапно ушла из дома, оставив сына и мужа. Выходом из трудной жизненной ситуации стало то, что писатель обратился к буддийскому учению. Линь уволился и ушел в горы для уединения, там он совершенствовался и изучал буддийские сутры. Вернувшись к мирской жизни в 1987 году, внезапно встретил молодую Фан Чуньчжень, ставшую для него музой и духовной опорой.

## Неоднозначная репутация
В 1996 году Линь Цинсюань признал, что разрывает семнадцатилетний брак с первой женой. Через год он женился на молодой женщине. Развод и повторный брак шли вразрез со сделанными в его произведниях утверждениями о приверженности семейным ценностям. В результате его имидж духовного учителя был серьезно испорчен, что привело к конфликту с его читателями. Со стороны читателей и женских организаций на писателя посыпались обвинения в ханжестве, были зафиксированы случаи сжигания его книг. Общественное мнение оказало значительное влияние на то, что Линь Цинсюань перестал публиковать свои произведения.
Былой успех на Тайване позволил Линь Цинсюаню заново обрести популярность среди читателей в материковом Китае, где его назвали «свежей фигурой, лавирующей в изменяющейся политической и культурной ситуации по обе стороны Тайваньского пролива».

## Периодизация творчества
Согласно принятой китайскими филологами периодизации, творчество Линь Цинсюаня делится на 3 периода:
Первый период творчества Линь Цинсюаня начинается в 1970 году с произведения «Цветок лотоса, расцветая, опадает». Современные китайские филологи называют период раннего творчества Линь Цинсюаня «Восходящее солнце» («旭日初升»). В этот период были написаны такие сборники эссе как «Цветок лотоса, расцветая, опадает» («蓮花開落»), «Звук флейты при луне» («冷月鐘笛»), «Винный кувшин, наполненный теплым лунным светом» («溫一壺月光下酒»), «Белоснежная юность» («白雪少年»)， «Семейный очаг»(«鴛鴦香爐»), «Заблудившееся облако» («迷路的雲»).
С 1985 года начинается второй период творчества Линь Цинсюаня — «Мираж» или «Цветы в зеркале, луна в воде» («鏡花水月»).В 90-е годы выпустил сборник «Успокоение души и тела» («身心安顿»), который впоследствии стал бестселлером. В этот период самый большой успех и популярность ему принесло произведение в десяти томах «Сборник Бодхи» («菩萨系列»). Помимо этого, Линь Цинсюань выступил в качестве редактора «Современных буддийских писаний» («現代佛典系列»).Затем он издал серию книг «Открываю сердце и тянусь к свету» («打開心内的窗，走向光明的所在»). К сорока годам закончил серию книг «Просветление» («漃照»).
Литературное творчество периода после 1995 г. (третий период) исследователи современной китайской литературы называют «Пышное цветение завершается увяданием» («繁花落盡»). Последними эссе Линь Цинсюаня на данный момент являются «Бодхисаттва в сердце» («心的菩提»), «Бодхисаттва в чувствах» («情的菩提»), «Иллюзия» (《玄想》), «Радость, обретенная в покое» («清歡»), «Укромный уголок» («林泉»), «Лошадиный хвост» («馬尾»), «Храм в лесу» («林寺»). Самые последние  книги это «На облаке» («在雲上») и «Музыка пяти струн» («清音五弦»).

## Эстетика саньцзяо (三教）
В Китае с древнейших времен существовала определенная система духовных ценностей и верований. Первоначально это были анимистические представления, которые позднее остались позади, уступая место таким глубоким философским учениям как конфуцианство, даосизм и чань-буддизм.
Отличительной чертой китайской цивилизации является ее синкретичность, что в конечном итоге оформилось в концепцию «Трех учений» (三教), которая считается равной мировоззренческой и доктринальной ценности конфуцианства, даосизма и буддизма.
На протяжении веков китайская литература испытывала влияние трех религий, объединенных в одно целое: было написано множество трактатов, житийных произведений, стихотворений, эссе, в которых анализировались духовные ценности человека, космология жизни, место человека в мире. Идея «Трех учений» позволяет сохранить связь с многовековыми традициями, при этом давая свободу ее использования в рамках современного общества, она не ограничена традиционными правилами древних, а наоборот, открыта для новых духовных поисков.
Конфуцианская эстетическая мысль заключается в стремлении к нравственности, соблюдению правил, соответствию формы и содержания. Идеальным конфуцианцем является благородный муж (цзюнь-цзы), лишь он, осознавая свое непрерывное моральное усилие может обрести «радость». Даосское мировосприятие привнесло в эстетическую мысль Китая понятие Дао (букв. путь). Реальность воспринимается, как «отсутствие наличия», пустота, которая может вместить в себя абсолютно все, но также может все опустошить. Отсюда стремление к естественности, слиянию с природным бытием. Ключевым элементом эстетической мысли чань-буддизма является «просветленно-пустотное» сознание, которое сразу может выявить пустотность и небытийность всего сущего. Основой эстетической мысли саньцзяо является символическое миропонимание, которое сформировалось в результате переплетения ключевых понятий каждого из трех учений. 
Эстетическая мысль саньцзяо пронизывает все творчество Линь Цинсюаня, это выражается в стремлении к символизму и метафоричности. Более того, сюжеты произведений, их тематика и содержание соответствуют важнейшим понятиям эстетической мысли саньцзяо: нравственности, естественности и созерцанию. Писатель использует конфуцианскую, даосскую и буддийскую системы символов как отдельно друг от друга, так и вместе. Основными символическими образами являются благородный муж, истинный даос (странник) и милосердная бодхисаттва. Например, в произведении «Трубач в свете луны» главного героя — старика можно рассмотреть как конфуцианца, стремящегося к совершенной мудрости. « — Когда тщеславие, самомнение, ропот и алчность подавлены, то можно ли это считать за гуманизм? — Это можно считать за совершение трудного дела, но гуманизм ли это — я не знаю». Человек никогда не сможет избавиться от своих недостатков, но может контролировать их, не давать им развиваться, подавлять. Так, герой рассказа-старик, судьбою выброшенный на берег отчаяния, обреченный прожить один всю свою жизнь, не успевший даже попрощаться со своими родными, все равно стремится к свету. Герой не позволяет горю и тоске взять над собой вверх, он подавляет злость, ненависть к людям, которые, возможно, причастны к его бедам, напротив, он вкладывает свою энергию в благие дела, не устает познавать мир, открыт для всего нового. В эссе «Быть мастером воды» он приводит примеры из «Дао дэ цзина», раскрывает суть этих выражений для читателя, чтобы каждый смог его понять. Он ставит проблему смысла жизни во главу угла, задает важные вопросы: «Для чего и как?».
«Вода — это самое мягкое, что есть на земле, но даже самая твердая вещь в мире не сможет противостоять ей» — это рассуждение о сущности пути недеяния (у-вэй), о скрытой силе, естественности, гибкости. В эссе «Большая пагода диких гусей» автор прямо объясняет, что есть милосердие, раскрывает истинную сущность бодхисаттвы. Призывает каждого стремиться к этому душевному состоянию, даже не являясь просветленным монахом, стараться поддерживать чистоту собственного сердца и желаний. Важную роль в творчестве играет цветовая символика и нумерология в соответствии с понятиями саньцзяо. Значительными являются такие символы, как солнце и луна, вино, предметы домашней утвари, животные и растения. Линь Цинсюань через сюжеты своих произведений, а также с помощью различных противопоставлений и сравнений вплетает в семантику текстов эссе и рассказов философские понятия, такие как цикличность, дхарма, инь и ян, пустота, нирвана, ритрит и т. д. Автор использует в своих произведениях отсылки к древним религиозным трактатам и писаниям, а также мифологические сюжеты.